# Fallen Angels
Fallen Angels – drugi studyjny album polskiej grupy muzycznej Via Mistica. Wydany został w 2004 roku nakładem Metal Mind Productions.

## Lista utworów
1. Angel Of Destiny - 08:24
2. Aristea - 04:36
3. Edge Of Darkness - 05:20
4. Fallen Angels - 03:45
5. Deadly Lullaby - 03:36
6. Two Voices - 07:43
7. Poison - 04:11
8. Pray For Strength - 02:13
9. The Miracle - 05:11
10. Rise Of Resurrection - 06:17
11. Upadłe Anioły (polish version) - 02:59

## Twórcy
Źródło.
- Jarosław Jefimiuk "Jaruss" - gitara basowa
- Katarzyna Polak - Kozłowska - altówka, wokal
- Marek "Marecki" Przybyłowski - gitara, wokal
- Adam Radziszewski - perkusja
- Jarosław "Rycho" Ryszkiewicz - instrumenty kalwiszowe
- Marcin "Dracula" Sidz - gitara